# 伊勢貞就
伊勢 貞就（いせ さだなり、生没年不詳）は、戦国時代の武将。京都伊勢氏（山城伊勢氏）の一族。後北条氏家臣。
室町幕府奉公衆から後北条氏家臣となった伊勢貞辰の子。
天文3年（1534年）6月に父が将軍足利義晴の使者として北条氏綱の下を訪れた際に同行して、父と共にそのまま氏綱に仕えた。
以降も京都と小田原城を往復し、後北条家と政所執事となった実弟の伊勢貞孝ら室町幕府要人との連絡を務めた。
これは、貞孝が謀反の疑いで討たれた後も室町幕府との関係は変わらず、越相同盟を実現させて足利義昭を上洛及び将軍就任を実現させるように細川藤孝から働きかけを受けている。貞就は後北条氏の武将として活躍すると共に室町幕府の方針と後北条氏の外交の調整役も務めていたとみられる。
伊勢貞運を貞就の子とする説がある。